# Песочная набережная
Песо́чная на́бережная — набережная в Петроградском районе Санкт-Петербурга. Проходит по левому берегу реки Малой Невки от Каменноостровского проспекта до Левашовского проспекта. Далее продолжается набережной Адмирала Лазарева.

## История
Песочная набережная была проложена в 1820-х годах на левом песчаном берегу Малой Невки. Здесь строились особняки и дачи. Получила своё название 16 апреля 1887 года. Первоначально проходила от Каменноостровского проспекта до современной улицы Грота. В начале XIX века здесь располагалась большая усадьба семьи Лаваль. Она служила местом встречи декабристов и многих известных людей того времени. Со временем большую часть острова поделили на дачные участки. В 1900-х годах набережная была продлена до реки Карповки. В 1915 году было сделано первое берегоукрепление Песочной набережной на участке от улицы Грота до деревянного Каменноостровского моста. Это было типовое деревянное берегоукрепление, применявшееся повсеместно на небольших речках, таких, например, как Смоленка. Берегоукрепление просуществовало до 1951 года. В 1968—1971 годах берег вдоль набережной был укреплён низким железобетонным банкетом с озеленённым откосом (по проекту инженера А. А. Соколова и архитектора А. В. Говорковского). В это же время были сооружены два гранитных лестничных спуска и чугунные ограждения от Каменноостровского моста до Вяземского переулка; ближе к Молодёжному мосту банкет переходит в высокую гранитную стенку (проект инженера Ю. Л. Юркова и архитектора Л. А. Носкова). В 1980 году набережная была продлена до Левашовского проспекта, после пересечения с которым и с Большой Зелениной улицей у Большого Крестовского моста переходит в набережную Адмирала Лазарева.

## Достопримечательности

### Мосты

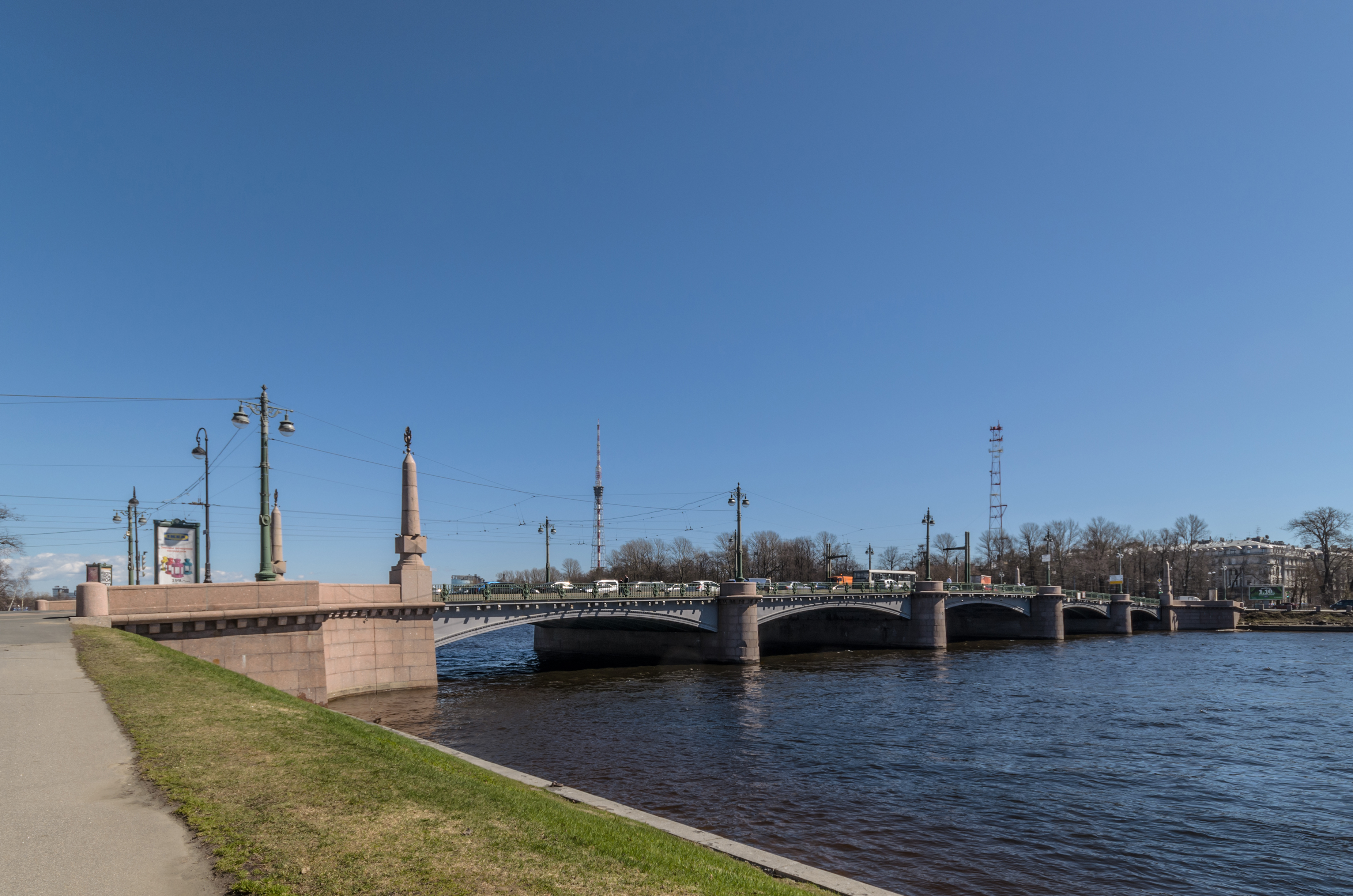
Каменноостровский мост

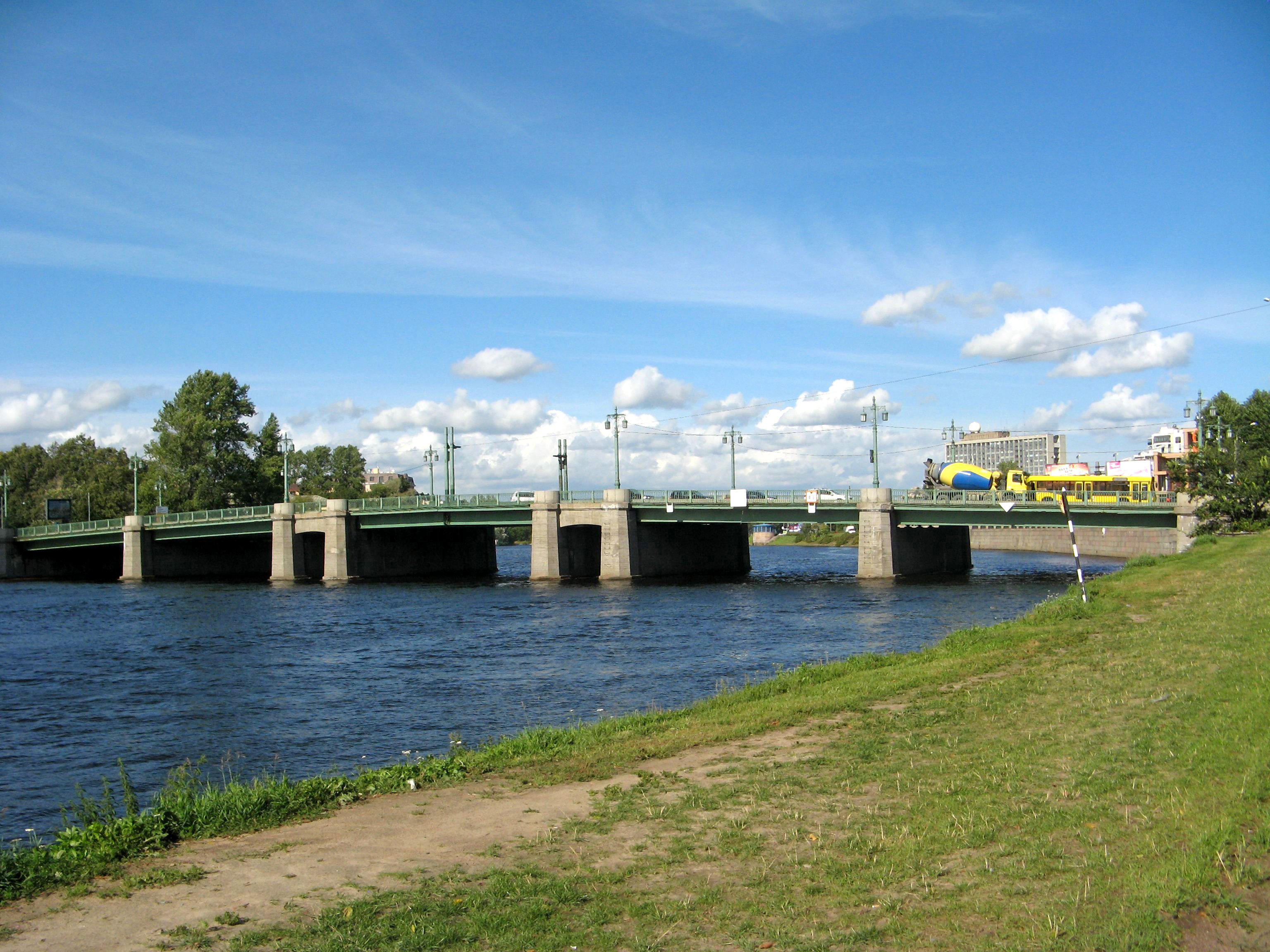
Большой Крестовский мост

Песочная набережная тянется от Каменноостровского до Большого Крестовского моста.
Каменностровский мост соединяет Аптекарский и Каменный острова и проходит через Малую Невку. Первый мост на этом месте возвели ещё в 1760 году, а в последующие годы его неоднократно реконструировали. Архитектором моста является А. А. Бетанкур. Мост является объектом культурного наследия регионального значения.
Через Карповку проходит соединяющий Петроградский и Аптекарский острова Молодёжный мост. Он сооружён в 1975—1976 годах по проекту инженера А. А. Соколова и архитектора А. В. Говорковского. Самый молодой из всех мостов, перекинутых через реку Карповку.  Название дано 4 июля 1977 года по расположенному рядом Дворцу молодёжи. Длина переправы – 29 метров, ширина – 20,6 метров. У въезда на мост установлена гранитная стела работы скульптора В. Г. Стамова с монументальным рельефом «Молодость».
Песочная набережная заканчивается Большим Крестовским мостом, соединяющим Петроградский и Крестовский острова и проходящим через Малую Невку. Первый деревянный мост в этом месте был построен в 1850 году. К 1928 году здесь существовал деревянный 11-пролётный мост на деревянных опорах с разводным пролётом посередине. Длина моста была 126,4 метра, ширина — 17,9 метра. В 1949—1951 годах по проекту инженера П. В. Андреевского и архитектора Л. А. Носкова мост был перестроен в пятипролётный. Следующая реконструкция моста была произведена в 1993—1994 годах — деревянный настил разводного пролётного строения заменили металлической плитой с полиуретановым покрытием.
| Номер дома                                      | Описание | Архитектор                                  | Постройка                                                              | Иллюстрация               | Координаты |
| ----------------------------------------------- | --- | ------------------------------------------- | ---------------------------------------------------------------------- | ------------------------- | ---------- |
| № 2 (Каменноостровский проспект, № 66)          | Богадельня и школа Ф. М. Садовникова и С. Г. Герасимова, в дальнейшем Третий педагогический институт | Ф. С. Харламов, В. И. Токарев               | 1881—1883                                                              | Каменноостровский пр., 66 |            |
| № 2 (Каменноостровский проспект, № 66)          | Часовня Христа Вседержителя («Громовская часовня») при церкви во имя св. мученика Фирса и преподобного Саввы Псковского при богадельне Ф. М. Садовникова и И. С. Герасимова (не сохранилась) | Л. Н. Бенуа                                 | 1908                                                                   | Громовская часовня        |            |
| № 10                                            | Особняк М. А. Новинской и В. А. Засецкой Объект культурного наследия № 7802481000 Ныне здесь расположен Международный математический институт имени Л. Эйлера | Н. Е. Лансере                               | 1913—1914                                                              | Особняк Новинской         |            |
| Между № 4 и № 16                                | Вяземский сад Объект культурного наследия № 7801094001 |                                             | XIX век                                                                | Вяземский сад             |            |
| № 12                                            | ЖК «Новая звезда» |                                             |                                                                        |                           |            |
| № 16                                            | Дом художника. Здесь с 1961 года по 1997 год жил М. К. Аникушин; имеется мемориальная доска. В этом же доме жили и работали в 1960—1990 годы художники С. И. Осипов, Н. Е. Тимков, Б. В. Корнеев, М. А. Канеев, А. Г. Ерёмин, С. Г. Невельштейн, П. П. Белоусов, В. И. Овчинников, М. П. Труфанов, М. Д. Натаревич, А. Н. Семёнов, Н. Т. Куликов и другие. | А. И. Лапиров                               | 1961                                                                   |                           |            |
| № 22                                            | Особняк К. К. Неллиса · | И. К. Стендер                               | 1914                                                                   | Особняк К. К. Неллиса     |            |
| № 24                                            | Усадьба Л. А. Ильина · | Л. А. Ильин                                 | 1911—1915. Здание снесено в 1930-х годах, реконструировано в 1997 году | Усадьба Л. А. Ильина      |            |
| Между № 24 и № 30                               | Ленинградский Дворец Молодёжи | П. С. Прохоров, В. П. Тропин, А. П. Изоитко | 1969—1977                                                              | ЛДМ                       |            |
| № 34х (Большая Зеленина улица, № 43А, литера Б) | Библиотека Н. Я. и Ф. Я. Колобовых · | Н. Ф. Романченко                            | 1913—1914                                                              | Б. Зеленина, 43А          |            |
| № 36х (Большая Зеленина улица, № 43, литера B)  | Дом с конторой лесопильного производства Н. Я. и Ф. Я. Колобовых · |                                             | 1889—1890, 1900                                                        | Дом с конторой Колобовых  |            |

## Примыкает или пересекает
- Каменноостровский проспект
- Вяземский переулок
- улица Грота
- улица Даля
- улица Профессора Попова
- Левашовский проспект
- Большая Зеленина улица
- набережная Адмирала Лазарева